# Emmetten
Emmetten är en ort och kommun i kantonen Nidwalden, Schweiz. Kommunen har 1 661 invånare (2023).